# Петя Вилков
Петя Вилков (рум. Petea Vâlcov; нар. 1 січня 1910, Болград, Бессарабська губернія, Російська імперія — пом. 16 листопада 1943, Калмицький степ, СРСР) — румунський футболіст і тренер, нападник, брат Колі та Володі Вилкова.

## Клубна кар'єра
Разом зі своїми братами заснував одну з найуспішніших команд міжвоєнного бессарабського футболу, «Міхай Вітязул» (Кишинів). 5 разів вигравали титул чемпіона Румунії з «Венусом» (Бухарест) у 1932, 1934, 1937, 1939 та 1940 роках, учасник фіналу кубку Румунії, також грав у Кубку Мітропи. Незважаючи на високу результативність жодного разу так і не став найкращим бомбардиром Дивізії А. Разом з братамм Колею та Володею був одним з найрезультативніших нападників вищого дивізіону чемпіонату Румунії.

## Кар'єра в збірній
Дебютував за національну збірну Румунії в червні 1933 року в переможному (7:0) матчі Балканського кубку проти Болгарії, в якому відзначився двома голами. У футболці триколірних зіграв 7 матчів та відзначився 4-ма голами.

### Голи за збірну
| # | Дата           | Місце                                  | Суперник  | Рахунок | Результат | Змагання          |
| - | -------------- | -------------------------------------- | --------- | ------- | --------- | ----------------- |
| 1 | 4 червня 1933  | ОНЕФ, Бухарест, Румунія                | Болгарія  | 7–0     | Перемога  | Балканський кубок |
| 2 | 4 червня 1933  | ОНЕФ, Бухарест, Румунія                | Болгарія  | 7–0     | Перемога  | Балканський кубок |
| 3 | 25 серпня 1935 | Штайгервальдштадіон, Ерфурт, Німеччина | Німеччина | 4–2     | Поразка   | Товариський матч  |
| 4 | 25 серпня 1935 | Штайгервальдштадіон, Ерфурт, Німеччина | Німеччина | 4–2     | Поразка   | Товариський матч  |

## Смерть
У 1941 році Петя мобілізований до румунської армії та відправлений на Східний фронт Другої світової війни. Загинув у листопаді 1943 року, воюючи проти радянських військ у Калмицькому степу. Однак причини його смерті невідомі, а також не було спроб знайти відповідь після війни, оскільки він воював проти радянської влади.

## Досягнення
- Ліга I
  -  Чемпіон (5): 1931/32, 1933/34, 1936/37, 1938/39, 1939/40